# كين روبرتس (كاتب)
كين روبرتس هو كاتب للأطفال وكاتب وأمين مكتبة كندي، ولد في 1946.